# Ahnatal
Ahnatal é um município da Alemanha, situado no distrito de Kassel, no estado de Hesse. Tem 18,03 km² de área, e sua população em 2019 foi estimada em 7.965 habitantes.